# Ковыль
Ковы́ль (лат. Stipa) — род многолетних однодольных травянистых растений из семейства Злаки, или Мятликовые (Poaceae). Одно из самых распространённых растений в степях.

## Ботаническое описание
Многолетние травы с коротким корневищем, выпускающим иногда очень большой пучок жёстких листьев, свёрнутых часто в трубку и похожих на проволоку.
Соцветие метельчатое, колоски содержат по одному цветку, кроющих чешуй 2, наружная цветочная переходит в длинную, по большей части, перегнутую коленом и при основании скрученную ость, и плотно обхватывает плод (зерно) до его созревания, после чего ость отваливается.

## Виды
Род составляет более 300 видов, включая до 100 сухолюбивых трав, произрастающих между тропиками. Будучи сухолюбами, ковыли селятся на степных лугах, на сухих открытых холмах, на скалах и каменистых россыпях.
Самые известные в России виды:
- Ковыль перистый (Stipa pennata L.), собственно ковыль, длинная ость которого покрыта мягкими волосками
- Ковыль волосатый, или Тырса (Stipa capillata L.), ость которого не покрыта волосками
- Ковыль красивейший (Stipa pulcherrima K.Koch)
- Ковыль Залесского (Stipa zalesskii Wilensky)

Нередко к ковылю относят виды рода Чий (Achnatherum).

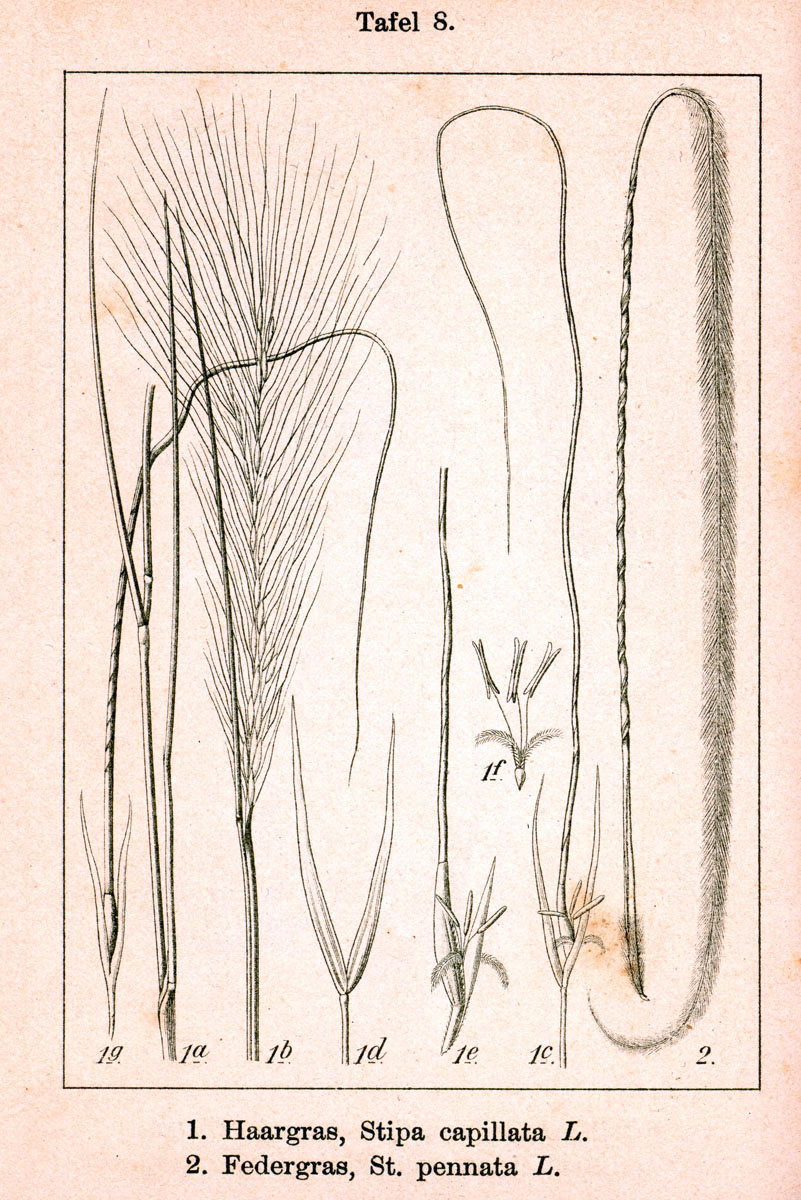
Stipa spp.

## Распространение иэкология
Ковыль перистый и ковыль-волосатик растут обильно в Венгрии, Украине и попадаются на сухих местах всей Западной Европы. Поэтому считать эти растения чернозёмными нельзя. Обе эти травы покрывают нетронутые ещё целинные степи южной России и Сибири пучками своих жёстких листьев. Тут же растут менее распространённые виды: Ковыль Лессинга (Stipa lessingiana Trin. & Rupr.) и Ковыль узколистный (Stipa tirsa Steven), мало отличающиеся от Тырсы (Stipa capillata). Единственными девственными территориями произрастания ковыля в Европе является заповедная степь в Аскании-Нова (Херсонская область) и в заповедной Хомутовской степи (Донецкая область) на Украине.
В азово-каспийских странах, в степи Гоби растёт Stipa splendens Trin., или Achnatherum splendens (Trin.) Nevski (пуховник, или Чий киргизов, или Чий блестящий), образуя большие и высокие пучки длинных и жёстких, как проволока, листьев. Там называют эту характерную траву «Дырису».
Подобная ей трава, называемая Эспарто (Stipa tenacissima Loefl. ex L., или Macrochloa tenacissima (Loefl. ex L.) Kunth) обильно произрастает в Алжире, Марокко и в Испании, образуя обширные заросли.
Ковыль гигантский (Stipa gigantea) распространён в центральной и южной частях Пиренейского полуострова и Северной Африке.

### Вредное влияние на сельскохозяйственные угодья
Ковыль, распространенный на территории России и СНГ, не относится к ценным кормовым растениям, и поэтому в местностях с преобладанием луговой растительности считается сорняком. Поскольку его корневая система достаточно слабая, распространяться на лугах с хорошей многолетней дерниной он не может. Однако в связи с тем, что ковыль более устойчив к засухе по сравнению с другими многолетними травами, он может начать доминировать в растительном покрове в тех местностях, которые хоть и не относятся к сухим степям, но в течение нескольких лет подвергались засухе или антропогенному воздействию, и луговая дернина которых ослаблена. Этот процесс негативно сказывается на экосистеме, так как ковыль, во-первых, не образует чернозёма, а во-вторых, в его корневищах после окончания вегетации (которая заканчивается достаточно рано) начинают развиваться грибы, выделяющие в почву кислые ферменты. Эти факторы затрудняют восстановление ценных луговых трав после засухи. Такой процесс, приводящий к деградации растительного покрова, в ряде источников называется остепнением, или заковыливанием, лугов. В СССР в местностях, прилегающих к ковыльным степям (Поволжье, Урал, Юг Западной Сибири), луга которых подвержены опасности остепнения, велась борьба с этим явлением, которая заключалась в периодических посевах ценных многолетних трав (особенно после засушливых лет), а также обводнение наиболее сухих участков. Участки лугов, пострадавших от сильных палов травы (особенно поздних), также сначала зарастают преимущественно ковылём и сорными однолетними травами (бурьяном).
Семена ковыля вонзаются в кожу сельскохозяйственных животных, вызывая локальные воспаления (ковыльная болезнь). Наиболее эффективным средством борьбы с ковылём и его вредным влиянием является скашивание ковыля в фазе, предшествующей цветению. Стебли растений в этот период ещё не грубые и могут быть использованы (в смеси с другими травами) в качестве корма для лошадей и овец. Крупным рогатым скотом ковыль не поедается.

## Значение и применение
Некоторые виды ковыля ценятся как кормовые растения, в частности как пастбищный корм для скота. Тем не менее, его пищевая ценность существенно ниже, чем у других многолетних трав. Выпас скота на заковыленных пастбищах во второй половине лета приводит к ковыльной болезни — ости ковыля впиваются в кожу животных и вызывают её воспаление.
Эспарто служит сырьём для плетения тканей (например, искусственного шёлка), а также для изготовления бумаги.